# Ходыкин, Алексей Дмитриевич

Алексей Дмитриевич Ходыкин (род. 13 марта 1976, Москва) — российский футболист, защитник.

## Карьера
Воспитанник СДЮШОР «Динамо» (Москва). Играл за московские команды: «Динамо-2», «Спартак-Чукотка», белорусский «ММПКЦ» (Мозырь) и казахский «Женис» (Астана). 
В 1998 году выступал в команде Высшей белорусской лиге «МПКЦ», участник Лиги Чемпионов. Через несколько лет Ходыкин выступал в Казахстане, где находился в одном из сильнейших клубов страны «Женисе».
В 2002 году выступал в команде Первого дивизиона «Кристалл» (Смоленск).
Параллельно Алексей Ходыкин выступал за мини-футбольный клуб «Спартак» (Москва), в составе которого он становился серебряным призёром первенства страны.
Его младший брат Андрей Ходыкин также является футболистом.

## Достижения
- Чемпион Казахстана: 2001